# Josip Šoljić
Josip Šoljić (Gradačac, 18 giugno 1987) è un calciatore croato, centrocampista dell'Hrvatski Dragovoljac.

## Carriera

### Club
Il 3 luglio 2015 viene acquistato a titolo definitivo dall'Inter Zaprešić.